# Crosbyella roeweri
Crosbyella roeweri is een hooiwagen uit de familie Phalangodidae.